# 弗龍貝格山
46°38′0″N 7°37′43″E / 46.63333°N 7.62861°E

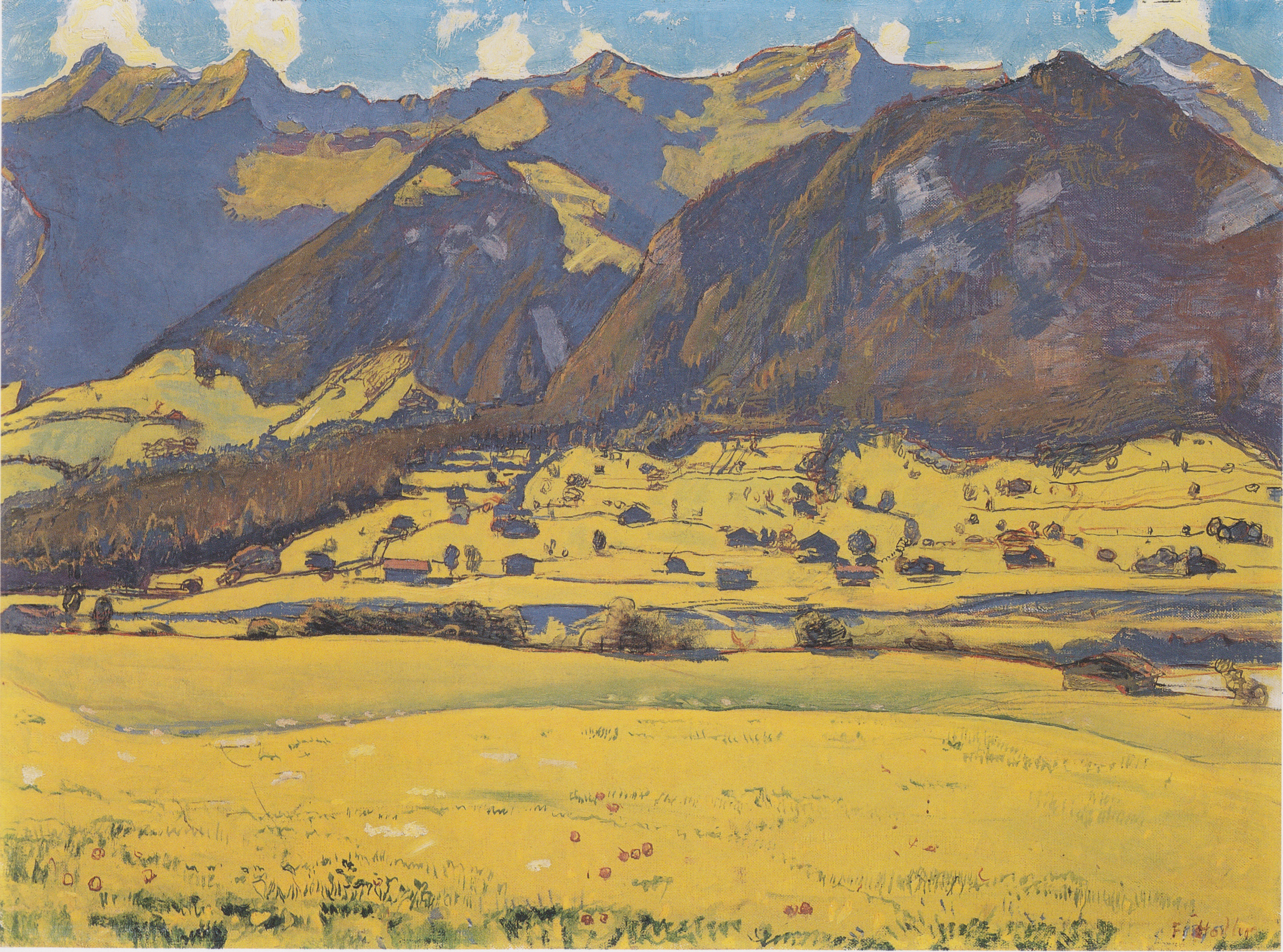

弗龍貝格山（Fromberghorn），是瑞士的山峰，位於該國中部，由伯恩州負責管轄，屬於伯訥前阿爾卑斯山脈的一部分，海拔高度2,394米，每年平均降雨量1,703毫米。